# پاتواکان خاچاطریان
پاتواکان گئورگی خاچاطریان (ارمنی: Պատվական Գորգիի Խաչատրյան؛  زادهٔ ۲۰۱۲ - درگذشته ۱۵ ژانویهٔ ۱۹۲۴) شاعر، مترجم و نویسنده اهل ارمنستان بود.

## زندگی‌نامه
وی در ۱۵ ژانویهٔ ۱۹۲۴ در هرازدان به دنیا آمد و از دانشگاه دولتی علوم پرورشی خاچاطور آبوویان ارمنستان (۱۹۵۰) فارغ‌التحصیل گشت.  وی عضو اتحادیه نویسندگان ارمنستان (۱۹۷۰) بود. همچنین برندهٔ جوایزی همچون آموزگار شایسته ارمنستان شوروی (۱۹۷۰) و جایزه استپان زوریان اتحادیه نویسندگان ارمنستان (۱۹۸۷) شده است. وی در ۲۰۱۲ در سن ۸۸ سالگی در ایروان درگذشت.

## یادداشت
1. ↑  Մանկավարժական գիտությունների թեկնածու
2. ↑  Հայաստանի գրողների միության Ստեփան Զորյանի անվան մրցանակ